# Sophia Huang Xueqin
Sophia Huang Xueqin (China, 1988), ook wel bekend als Huang Xueqin, is een Chinese #MeToo-activiste, vrouwenrechtenactiviste en onafhankelijke journalist. Voordat ze als onafhankelijk journalist ging werken, werkte Huang als onderzoeksjournalist voor verschillende kranten in Guangzhou, in de provincie Guangdong, China. In september 2021 verdwenen zij en een andere activist, Wang Jianbing, en werden vermoedelijk gearresteerd op beschuldiging van ondermijning van de staatsmacht. In 2022 ontving ze de Wallis Annenberg Justice for Women Journalists Award van de International Women's Media Foundation (IWMF), uitgereikt aan een journalist die ten onrechte gevangen zit.

## Carrière

### Rapport over seksuele intimidatie bij Chinese vrouwelijke journalisten
In oktober 2017 startte Huang een onderzoek naar de ervaringen van Chinese vrouwelijke journalisten met betrekking tot seksuele intimidatie en verzamelde 416 antwoorden. Op 7 maart 2018 werd op basis van dit onderzoek een rapport over seksuele intimidatie over Chinese vrouwelijke journalisten gepubliceerd. Volgens het rapport had meer dan 80% van de vrouwelijke journalisten ervaring met seksuele intimidatie en had 42,2% van de vrouwelijke journalisten die aan het onderzoek deelnamen meer dan één keer te maken met seksuele intimidatie.

### #MeToo in China

#### Incident op de Beihang Universiteit
In oktober 2017 meldde Luo Xixi, een slachtoffer van seksuele intimidatie en met Ph.d. aan de Universiteit Van Beihang afgestudeerd, anoniem aan de universiteit dat haar voormalige Ph.d. adviseur, Chen Xiaowu zijn studenten jaren heeft lastiggevallen. De universiteit reageerde echter niet op haar rapport. Ondertussen zag ze Huangs enquête over de ervaringen van Chinese vrouwelijke journalisten met seksuele intimidatie en zocht ze hulp bij Huang. Ze creëerden een alliantie genaamd "Hard Candy" en onthulden Chen Xiaowu's gedrag op 1 januari 2018, via de website Weibo en kregen meer dan drie miljoen views binnen een dag. Als reactie hierop heeft de universiteit Chen Xiaowu's onderwijsbewijzen ingetrokken, terwijl het Ministerie van Onderwijs zijn titel "Changjiang Scholar" eveneens introk. Dit was het begin van de #MeToo-beweging in China.
Vervolgens startte Huang verschillende campagnes om veel #MeToo-slachtoffers te steunen.

### Gevangenname in 2019
Op 9 juni 2019 nam Huang deel aan een protest tegen de uitleveringswet van Hong Kong uit 2019 en schreef over haar ervaringen op het platform Matters. Op 11 juni plaatste ze een bericht op haar sociale media en verklaarde dat de politie van Guangzhou haar lastigviel omdat ze het artikel over demonstranten in Hong Kong had geschreven. Ze zei dat haar ouders ‘doodsbang’ waren. Vervolgens arresteerde de politie van Guangzhou haar in oktober 2019 wegens “ruzies uitlokken en problemen uitlokken”. Op 17 januari 2020 werd Huang op borgtocht vrijgelaten. 

### Gevangenname in 2021
Op 19 september 2021 raakten Huang en voorvechter van de arbeidersrechten Wang Jianbing vermist en was er geen contact meer. Huang zou juist aan haar studie ontwikkelingsstudies aan de Universiteit van Sussex beginnen, nadat ze een Chevening studiebeurs had ontvangen, en Wang vergezelde haar voor haar geplande vlucht.  Een mensenrechtenorganisatie zei dat een persoon die bekend is met de zaak heeft verklaard dat Wang en Huang mogelijk worden vastgehouden voor onderzoek op beschuldiging van het aanzetten tot ondermijning van de staatsmacht, onder andere tijdens dagelijkse bijeenkomsten van vrienden bij Wang thuis. In november 2021 werd bevestigd dat ze zijn gearresteerd en dat hun families arrestatiebevelen hebben ontvangen van het Guangzhou Public Security Bureau. In het bericht stond dat ze inderdaad waren gearresteerd op verdenking van het aanzetten tot ondermijning van de staatsmacht, en dat ze nu werden vastgehouden in het eerste detentiecentrum in Guangzhou.
In september 2023 zijn Huang en Wang volgens de communicatie van Amnesty International formeel aangeklaagd wegens ‘aanzetten tot ondermijning van de staatsmacht’. De screenshots die een groep aanhangers van de twee publiceerde, suggereerden dat Huang werd beschuldigd van "het publiceren van verdraaide, provocerende artikelen en toespraken waarin de nationale overheid werd aangevallen op sociale media", en "het verzamelen van overzeese organisatoren om deel te nemen aan online trainingen voor 'geweldloze acties'". Eerder werd al aangenomen dat de gezondheid van Huang tijdens haar detentie was verslechterd.